# Înapoi în viitor (serie de filme)
Înapoi în viitor (titlu original în engleză: Back to the Future) este o serie de filme americane SF de aventură și comedie scrise și regizate de Robert Zemeckis, produse de Bob Gale și Neil Canton pentru firma "Amblin Entertainment", Steven Spielberg și distribuite de studioul "Universal Pictures". Franciza urmărește aventurile unui elev de liceu, Marty McFly (interpretat de Michael J. Fox), un om de știință excentric, Doctor Emmett L. Brown (Christopher Lloyd) și Clara Clayton (Mary Steenburgen), care este profesoară la școala din afara localității Hill Valley. Protagoniștii folosesc o mașină a timpului DeLorean pentru a călători în timp în diferite perioade din istoria Hill Valley, California.

## Filme

### Înapoi în viitor (1985)
Marty McFly este un adolescent american obișnuit al anilor '80, care este trimis în mod accidental în 1955 într-o mașină obișnuită, marca DeLorean, transformată pentru călătoria în timp, alimentată cu plutoniu, al cărei inventator este un om de știință excentric, interpretat de Christopher Lloyd. În timpul călătoriei în timp, Marty trebuie să se asigure că părinții săi, adolescenți, Crispin Glover și Lea Thompson, se întâlnesc și se îndrăgostesc pentru ca el să poată reveni în viitor. 

### Înapoi în viitor II (1989)
Adolescentul Marty a revenit în anul 1985, în prezentul îmbunătățit ca efect al intervenției sale din primul film. Doc își face apariția în mașina timpului, pentru a-l avertiza că viitorii lui copii, rezultați din căsătoria cu Jennifer, riscă să devină niște delicvenți. Toți trei se urcă în mașina timpului și ajung în anul 2015, în care tatăl lui Marty e decedat, iar mama lui e măritată cu antagonistul Biff Tannen.

### Înapoi în viitor III (1990)
Rămas blocat în 1955 după ce a fost lovit de un fulger straniu, Marty trebuie să se întoarcă în 1855, pentru a-l salva pe Doc Brown de la un sfârșit prematur. După ce supraviețuiește unui atac al indienilor și al localnicilor neprietenoși, Marty îl găsește pe Doc Brown la fierărie. Acesta, însă, se află sub magia fermecătoarei Clara Clayton și doar Marty poate să îi scoată din Vestul Sălbatic și să îi ducă înapoi în viitor.

### Înapoi în viitor (Serial TV animat – 1991-1992)
Articol principal: 
Acest serial (caracterizat prin animație, SF, comedie și aventură) se bazează pe trilogia cu acțiune adevărată. Chiar dacă serialul se desfășoară după terminarea filmelor, creatorul Bob Gale a declarat că serialul animat și cărțile de benzi desenate despre așa ceva prezintă acțiunile publicului în scenarii ipotetice proprii și fluxuri istorice alternative.